# Metasia hymenalis
Metasia hymenalis là một loài bướm đêm trong họ Crambidae.